# Јелена Мур
Јелена Мур (4. децембар 1995), рођена Грујичић, српска је глумица.

## Биографија
Похађала је Гимназију у Ивањици, а студије глуме уписала је са седамнаест година старости. Дипломирала је 2017. на Академији уметности у Београду, у класи професора Небојше Дугалића. Мастер студије уписала је 2019. године на институту CalArts (en) у Калифорнији. Тамо је упознала колегу Стивена Мура за ког се удала. Заједно су основали продукцијску кућу.
Иако је на почетку каријере остварила неколико мањих улога, прво значајније појављивање остварила је у филму Дара из Јасеновца, по сценарију Наташе Дракулић и у режији Предрага Антонијевића. Ту је тумачила лик Јеврејке Бланкице која је жртвовала живот зарад Дариног спасења. Недуго затим, припала јој је главна улога у телевизијској серији Певачица, истих аутора, у режији Милоша Кодема. Лик је наставила да игра и у другој сезони, у режији Игора Ђорђевића.

## Улоге

### Филмографија
|                   | 2010 ▼ | 2020 ▼ | Укупно |
| ----------------- | ------ | ------ | ------ |
| Дугометражни филм | 1      | 1      | 2      |
| ТВ филм           | 0      | 0      | 0      |
| ТВ серија         | 1      | 3      | 4      |
| Кратки филм       | 2      | 0      | 2      |
| Укупно            | 4      | 4      | 8      |

| Год.       | Назив                      | Улога              |
| ---------- | -------------------------- | ------------------ |
| 2010-е ▲   |                            |                    |
| 2016.      | Вртлог (кратки филм)       | Љубица             |
| 2016.      | Стадо                      | Клинка             |
| 2018.      | Стадо (серија)             | Клинка             |
| 2019.      | Трећи (кратки филм)        | Она                |
| 2020-е ▲   |                            |                    |
| 2020.      | Дара из Јасеновца          | Бланкица           |
| 2021—2023. | Певачица (серија)          | Емилија Младеновић |
| 2023.      | Дара из Јасеновца (серија) | Бланкица           |
| 2023.      | Барка (en) (серија)        |                    |